# Frenchie Davis

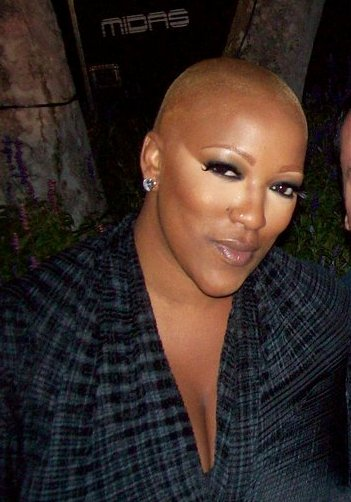
Frenchie Davis (2010)

Franchell „Frenchie“ Ann Davis (* 7. Mai 1979 in Washington, D.C.) ist eine US-amerikanische Sängerin, Schauspielerin und Aktivistin.

## Leben
Davis wurde am 7. Mai 1979 in Washington, D.C. geboren und wuchs in Los Angeles auf. Sie erwarb 2014 ihren Bachelor of Fine Arts an der Howard University. 2000 wirkte sie an den Bühnenstücken Der kleine Horrorladen und Jesus Christ Superstar der Freilichtspiele Schwäbisch Hall mit. Einem breiten nationalen Publikum wurde sie 2003 in der zweiten Staffel der Castingshow American Idol bekannt. Aufgrund von Aktfotos, die sie im Alter von 19 Jahren von sich machen ließ, wurde sie vom Format suspendiert mit der Begründung, dass es sich um eine Familienunterhaltungssendung handelt. Vier Jahre später wurde dieses Ereignis erneut in den Medien kontrovers behandelt, da Antonella Barba, Teilnehmerin der sechsten Staffel, nicht vom Wettbewerb ausgeschlossen wurde, als erotische Bilder von ihr im Internet erschienen. Am 6. März 2007 in der Talkshow The View vertrat Elisabeth Hasselbeck die Ansicht, dass der Unterschied darin läge, dass Davis für die Bilder bezahlt wurde und es sich bei den Bildern von Barba um Leaks handelt. Rosie O’Donnell war der Meinung, Davis musste aufgrund ihrer Hautfarbe Konsequenzen erfahren. Davis selbst empfand es als positiv, dass Barba nicht vom Format ausgeschlossen wurde.
Als Schauspielerin konnte sich Davis in einer Reihe von Broadway-Produktionen als Schauspielerin etablieren. So war sie 2003 im Stück Rent zu sehen. 2010 feierte sie ihr Filmschauspieldebüt im Kurzfilm Cocoa Love. Im selben Jahr wurde sie für die Grammy Awards 2010 in der Kategorie Bestes Musical-Show-Album nominiert. 2011 nahm sie an der ersten Staffel der Castingshow The Voice USA teil und belegte den fünften Platz. 2012 outete sie sich als bisexuell und tritt seitdem für die Rechte der LGBT und People of Color Bewegungen ein. 2014 verkörperte sie in der Filmkomödie Dumbbells die Rolle der Venus. 2016 stellte sie im Zombie-Western Dead 7 – Sie sind schneller als der Tod des Filmstudios The Asylum die Rolle der bösartigen Bordellbesitzerin Madame Jezebel dar. 2017 verkörperte sie in We Are Family die Rolle der JoJoDean. 

## Filmografie (Auswahl)
- 2010: Cocoa Love (Kurzfilm)
- 2014: Dumbbells
- 2016: Dead 7 – Sie sind schneller als der Tod (Dead 7)
- 2017: We Are Family